# The Message (Prison Break)
| "The Message"      | "The Message"             |
| ------------------ | ------------------------- |
| Capítulo #         | Temporada 2, Capítulo 15  |
| Guion              | Zack Estrin y Karyn Usher |
| Director           | Bobby Roth                |
| Emisión en USA     | 29 de enero de 2007       |
| Cronología         |                           |
| Capítulo anterior  | John Doe                  |
| Capítulo siguiente | Chicago                   |

"Scan" es el décimo quinto capítulo de la segunda temporada de la serie Prison Break, el cual salió al aire el 4 de septiembre de 2006, a través de FOX, en los Estados Unidos.

## Sinopsis
En este capítulo los hermanos prófugos graban un mensaje en vídeo con el camarógrafo que utilizaron como rehén, con la asesoría de Paul Kellerman, exagente del F.B.I., diciéndole todo lo que tenían que hacer en la confesión, puesto que el FBI tenía personal capacitado para averiguar si mentían o no, para verificar si todo lo que decían era cierto, y a la vez distraer a los federales para que buscaran en otros lugares, puesto el FBI piensa que van a por la presidenta.
El mensaje era en realidad para la Doctora que había dejado abierta la puerta por la que Michael escapó, para encontrarse con ella y huir. Igualmente tanto el FBI como la doctora Sara Thancredi captaron el mensaje y sabían a dónde ir.
El personal del FBI fue a investigar todo sobre la Doctora, y le preguntó a Bradd Bellick, que anteriormente también buscaba a Michael y Lincoln, y le supo decir que el mensaje estaba oculto en los títulos del libro de alcohólicos anónimos.
Mientras tanto Michael espera en el hospital donde le habían quedado con la doctora. En lugar de ir, Sara llamó al teléfono del hospital para decirle a Michael que sabía dónde estaban pero que no podía ir. Durante la conversación Sara le explicó que la buscaban por algo que tenía de su padre, aunque de momento es solo una llave que no sabemos qué abre.
En otro punto la presidenta llamó al agente del FBI Paul Kellerman, que estaba ayudando a Michael y a Lincoln a escapar, para que volviese a su lado para que eliminara a los dos hermanos y a cambio le devolvería su antiguo puesto de confidente y guardaespaldas suyo.
- Datos: Q3055211